# Лазури де Бејуш (Бихор)
Лазури де Бејуш (рум. Lazuri de Beiuş) насеље је у Румунији у округу Бихор у општини Лазури де Бејуш. Oпштина се налази на надморској висини од 273 m.

## Становништво
Према подацима из 2002. године у насељу је живело 1880 становника, од којих су сви румунске националности.

### Хронологија
| Година       | 1992 | 1993 | 1994 | 1995 | 1996 | 1997 | 1998 | 1999 | 2000 | 2001 | 2002 | 2003 | 2004 | 2005 | 2006 | 2007 | 2008 | 2009 | 2010 | 2011 | 2012 | 2013 | 2014 | 2015 | 2016 | 2017 |
| ------------ | ---- | ---- | ---- | ---- | ---- | ---- | ---- | ---- | ---- | ---- | ---- | ---- | ---- | ---- | ---- | ---- | ---- | ---- | ---- | ---- | ---- | ---- | ---- | ---- | ---- | ---- |
| Становништво | 2146 | 2124 | 2095 | 2063 | 2032 | 1989 | 1974 | 1934 | 1910 | 1888 | 1850 | 1827 | 1787 | 1768 | 1745 | 1732 | 1717 | 1697 | 1666 | 1647 | 1651 | 1638 | 1603 | 1592 | 1579 | 1566 |